# Serenades
Serenades es el primer álbum de estudio de la banda británica de death metal / doom metal Anathema. Fue lanzado en febrero de 1993 por Peaceville Records, grabado en Academy Studios, West Yorkshire entre junio y septiembre de 1992, y producido por la propia banda. El álbum continúa con el estilo iniciado en el EP anterior, Crestfallen, vale decir, temáticas románticas y depresivas en la lírica, así como las guitarras lentas en la composición. La única composición tomada de lanzamientos anteriores es They Die (del EP Crestfallen) pero acortada en casi tres minutos.

## Lista de temas
1. "Lovelorn Rhapsody" – 6:23
2. "Sweet Tears" – 4:13
3. "J'ai Fait Une Promesse" – 2:38
4. "They (Will Always) Die" – 7:14
5. "Sleepless" – 4:11
6. "Sleep In Sanity" – 6:52
7. "Scars Of The Old Stream" – 1:10
8. "Under A Veil (Of Black Lace)" – 7:31
9. "Where Shadows Dance" – 1:58

Temas extras de la reedición de 2003:
1. "Eternal Rise of the Sun"
2. "Nailed to the Cross/666"
3. "Dreaming: The Romance" - 23:23

## Créditos
- Darren White — vocalista
- Vincent Cavanagh — guitarra
- Daniel Cavanagh — guitarra, orquestación e instrumentación en "J'ai Fait Une Promesse"
- Duncan Patterson - bajo
- John Douglas — batería
- Ruth Wilson - voz en "J'ai Fait une Promesse"

- Datos: Q202506